# Deutsche Radio Philharmonie Saarbrücken Kaiserslautern
Die Deutsche Radio Philharmonie Saarbrücken Kaiserslautern ist ein deutsches Rundfunksinfonieorchester. Das Orchester wurde im September 2007 als Zusammenschluss des Rundfunk-Sinfonieorchesters Saarbrücken mit dem Rundfunkorchester Kaiserslautern gegründet.

## Geschichte
1946 wurde unter der französischen Militärregierung das Funkorchester Kaiserslautern gegründet, dessen Chefdirigent 1948 Emmerich Smola wurde. Nach Fusion mit dem Unterhaltungsorchester Koblenz 1951 im Rahmen einer Senderumstrukturierung wurde unter seiner Leitung das Rundfunkorchester Kaiserslautern des Südwestfunks gegründet. Es bestand neben einem Sinfonieorchester des Senders und war für niveauvolle Unterhaltungsmusik und leichte Klassik bekannt.
Das Rundfunk-Sinfonieorchester Saarbrücken geht in seinen Ursprüngen auf das 1937 gegründete Große Orchester des Reichssenders Saarbrücken unter der Leitung von Albert Jung zurück. 1946 wurde der Sender Radio Saarbrücken und sein Großes Radio-Orchester Saarbrücken unter dem Dirigenten Rudolf Michl gegründet. Es erspielte sich unter Chefs wie Hans Zender, Myung-Whun Chung und Günther Herbig einen Namen auf dem Gebiet der großen Symphonik und der Moderne. Zahlreiche Uraufführungen zeitgenössischer Werke wurden ebenso ausgezeichnet wie Zyklen des angestammten Repertoires. So erhielt zum Beispiel die Gesamteinspielung sämtlicher Bruckner-Symphonien unter Stanisław Skrowaczewski im Jahre 2002 den „Cannes Classical Award“.
Als sich Ende 1952 abzeichnete, dass der RIAS nicht alle seine Orchester weiterhin finanzieren konnte, nahm Karl Ristenpart ein Angebot der Saarländischen Rundfunk GmbH an und verließ Berlin im Sommer 1953. Das saarländische Angebot bestand darin, ein Kammerorchester zu gründen, mit dem Ristenpart sowohl für den Saarländischen Rundfunk als auch für das französische Plattenlabel „Les Discophiles français“ Aufnahmen liefern sollte. Diese ungewöhnliche Kombination entstand durch den Einsatz des von Radio Saarbrücken beschäftigten belgischen Musikwissenschaftlers Carl de Nys, der vor allem an einer Plattenproduktion von Bach-Kantaten für Frankreich interessiert war und alles unternahm, um Ristenpart an die Saar zu holen. Mit der Aufnahme des Saarländischen Rundfunks in die ARD nannte sich das Ensemble ab 1957 Kammerorchester des Saarländischen Rundfunks.
Das Kammerorchester des Saarländischen Rundfunks überlebte Karl Ristenpart noch vier Jahre, von 1968 bis 1972 unter der Leitung des Cellisten und ehemaligen Gründers der Zagreber Solisten Antonio Janigro. Im Sommer 1973 fusionierte es mit dem Rundfunk-Sinfonieorchester Saarbrücken.
Nachdem der SWR die Nachfolge von Südwestfunk und Süddeutschem Rundfunk angetreten hatte, ergaben sich dessen nun drei Orchester (plus Big Band) ebenso ungünstige Finanzierungs-Perspektiven, wie es beim Rundfunk-Sinfonieorchester Saarbrücken wegen der geringen Größe seines Senders der Fall war. Die Fusion von 2007 führte in der Folge zu einer Situation mit 126 Planstellen, davon 42 aus Kaiserslautern und 84 aus Saarbrücken; die damals angestrebte Zielgröße von insgesamt 87 Planstellen soll ohne Kündigungen erreicht werden. Derzeit (Stand 2021) umfasst das Orchester 96 Planstellen.

### Gegenwart
Das Orchester wird gemeinsam von SR und SWR getragen, wobei die Federführung dem SR obliegt. Sitz des Orchesters ist Saarbrücken und Kaiserslautern.
Chefdirigent war seit 2007 Christoph Poppen, dessen Vertrag im Sommer 2011 auslief. Ihm folgte ab der Spielzeit 2011/12 der gibraltarische Dirigent Karel Mark Chichon, der im Mai 2017 sein Engagement als Chefdirigent des Orchesters beendet hat. Seit Beginn der Saison 2017/18 ist der Finne Pietari Inkinen neuer Chefdirigent der DRP, im Mai 2020 wurde sein Vertrag bis 2025 verlängert.
Mit einem Sparpaket des SR wurden 2019 bislang nicht näher benannte „Einsparungen“ angekündigt. Intendant Thomas Kleist charakterisierte sie mit der Formulierung „ohne Kahlschlag“ und bezifferte den bisherigen Finanzierungsanteil des SR am Orchester auf „rund 9,4 Millionen Euro pro Jahr“.

## Spielorte
Regelmäßige Spielstätten sind die Congresshalle in Saarbrücken, die Fruchthalle in Kaiserslautern und die Sendesäle des SR in Saarbrücken und des SWR in Kaiserslautern. Pläne für einen Konzertsaal Saarphilharmonie im alten E-Werk in Saarbrücken-Burbach wurden von Christoph Poppen mit initiiert, die Finanzierung ist jedoch bislang ungeklärt.
Auch überregional hat sich das Orchester bereits etabliert; es ist regelmäßig zu Gast in Karlsruhe, Mainz, Essen, der Alten Oper in Frankfurt, der Philharmonie Luxembourg. Die ersten Tourneen des Orchesters führten 2008 in die Schweiz, 2009 nach China und 2010 nach Paris. Im Herbst 2011 folgte die dritte Reise nach Japan (in Fortsetzung zweier Tourneen des RSO Saarbrücken) mit Stanisław Skrowaczewski, mit diesem Dirigenten die erste als Deutsche Radio Philharmonie. Die vierte Tournee führte im November 2012 nach Südkorea. Eine weitere Tournee folgte im September 2014 mit Karel Mark Chichon und Myung-Whun Chung nach Korea und China.
Zu Gast waren international renommierte Solisten wie die Sängerinnen Elīna Garanča, Angelika Kirchschlager und Juliane Banse, Pianisten wie Arcadi Volodos, Tzimon Barto und Francesco Piemontesi, die Geiger Frank Peter Zimmermann und Janine Jansen und u. a. die Dirigenten Emilio Pomàrico, Jukka-Pekka Saraste, Josep Pons und die „Altmeister“ Stanisław Skrowaczewski, Günther Herbig, Gennadi Roschdestwenski.
Die Konzerte der Deutschen Radio Philharmonie werden – über die deutsch-französische Rundfunk-Kooperation europaweit und die Europäische Rundfunkunion weltweit – auf SR 2 Kulturradio und auf SWR2 übertragen. Fernsehaufzeichnungen auf ARTE und in der ARD machen das Orchester einem größeren Publikum bekannt.

## Veröffentlichungen
Nach der Gesamteinspielung der Mendelssohn-Sinfonien schloss sich die Gesamtaufnahme der Tschaikowsky-Sinfonien (Christoph Poppen) und der Sinfonien des Brahms-Zeitgenossen Théodore Gouvy (unter Leitung von Jacques Mercier) an. Unter der Leitung des ersten Gastdirigenten Stanisław Skrowaczewski sind nach der preisgekrönten Gesamteinspielung aller elf Bruckner-Symphonien sämtliche Beethoven- und Schumann-Symphonien und eine CD mit Skrowaczewskis eigenen Werken sowie sämtliche Brahms-Symphonien erschienen (alle bei OehmsClassics). 2014 begann das Orchester unter Karel Mark Chichon auch eine Einspielung des symphonischen Werks von Antonín Dvořák.

## Förderverein
Unterstützt wird die Deutsche Radio Philharmonie ideell und finanziell vom Verein Freunde der Deutschen Radio Philharmonie Saarbrücken Kaiserslautern.

## Chefdirigenten
Rundfunk-Sinfonieorchesters Saarbrücken
- 1946–1971 Rudolf Michl
- 1972–1984 Hans Zender
- 1984–1990 Myung-Whun Chung
- 1990–1995 Marcello Viotti
- 1996–2000 Michael Stern
- 2001–2006 Günther Herbig
- 2006–2007 Christoph Poppen

Rundfunkorchester Kaiserslautern
- 1951–1987 Emmerich Smola
- 1987–1995 Klaus Arp
- 1995–2001 Peter Falk
- 2002–2007 Grzegorz Nowak

Deutsche Radio Philharmonie Saarbrücken Kaiserslautern
- 2007–2011 Christoph Poppen
- 2011–2017 Karel Mark Chichon
- seit 2017 Pietari Inkinen

## Musikchefs
- Rudolf Michl
- Otto Sertl
- Ulf Thomsen
- Christof Bitter
- Gideon Rosengarten
- Peter Rocholl
- Sabine Tomek
- Benedikt Fohr
- Maria Grätzel